# Светодиодно осветление
Светодиодното осветление, или осветление с полупроводникови елементи, е новаторска технология, навлязла широко на пазара за осветителна техника.
Основава се на светлоизлъчващи полупроводници, които преобразуват енергията на електрическия ток в светлина и включват осветлението със светодиоди (LED), органични светодиоди (OLED) или полимерни светодиоди (PLED), както и лазерни диоди.
Въведено е за пръв път в светофарите и автомобилните светлини. Използва се широко за подсвет на течнокристални екрани на телевизори и навлиза на пазара на осветлението. Този начин на осветление се очаква да се превърне в най-енергийноефективната и многоцелева технология за общо осветление, въпреки някои недостатъци свързани с ефекта на светлината върху зрението и проблеми при фотографията.
В електронната техника английският термин solid state се използва за означаване на полупроводниковите елементи, разграничавайки ги от електровакуумните и газонапълнените прибори (лампи). Същият термин във физиката има различно значение и на български съответства на термина „твърдотелен“, например: „твърдотелен (рубинов) лазер“ – solid-state laser.
Технологията на светодиодното осветление непрекъснато се развива. Една от последните новости е, че светодиодните лампи вече могат да се управляват дистанционно – напр. чрез смартфон.

## Предимствата
1. Светодиодните лампи консумират от около 5 до 8 пъти по-малко от електроенергията, необходима на лампите с нажежаема жичка, около 3 пъти по-малко от луминесцентните лампи и около 2 пъти по-малко от т.нар. „енергоспестяващи“ лампи (компактни луминесцентни лампи, CFL); светлинният добив[2] при светодиодните лампи достига до 120 lm/W. За сравнение, светлинният добив при лампите с нажежаема жичка, включително халогенните, възлиза на 10 – 24 lm/W.
2. Светодиодните лампи не съдържат вредни газове или живак, какъвто има в луминесцентните и енергоспестяващите лампи, което изключва отравяния при преработка и при експлоатация;
3. Животът на светодиодните лампи е най-малко 10 пъти по-дълъг от този на обикновените лампи. При оптимална схемотехника на източниците за захранване, използване на качествени компоненти и осигуряване на подходящ топлинен режим, ресурсът на светодиодните системи за осветление при запазване на приемливи за общо осветление показатели може да достигне 36 – 72 хил. часа[3], което средно е 50 пъти повече в сравнение с номиналния експлоатационен срок на лампите с нажежаема жичка с общо предназначение[4] и 4 до 16 пъти по-голям, отколкото при повечето луминесцентни лампи. Производителите на светодиоди, поради постоянното обновяване и усъвършенстване на продукцията, нямат възможност да я изпитват в реално време и затова посочват прогнозиран ресурс, използвайки специални методики, такива като TM-21 и IESNA LM-80[5]. Големият експлоатационен срок в някои случаи на приложение играе решаваща роля. Така например, икономията от опростено обслужване и замяна на лампите в уличните осветлителни тела често надвишава икономията от електроенергия[6].;
4. Могат да се получат различни спектрални характеристики без използване на цветни филтри;
5. Не генерират ултравиолетови и инфрачервени (топлинни, IR) лъчи;
6. Отсъствие на инерционност при включване и изключване, което е важно за светодинамичните устройства;
7. Възможност за димиране в сравнение с повечето типове луминесцентни лампи.
8. Ниска температура (за маломощните устройства);
9. Висока механична якост;
10. Насочено излъчване без използване на рефлектори, възможност за изменение на ъгъла на излъчване с помощта на лещи;
11. Малки размери и, като следствие, по-малко количество редкоземни елементи за луминифора.[7];
12. Безопасност при използване.

## Недостатъци
1. Излъчват пулсираща светлина под формата на отделни проблясъци с висока честота. Лесно се вижда при снимане с високоскоростна камера като поредица от активни и неактивни периоди.
2. Високи изисквания към качеството на топлоотвода (охлаждането), тъй като температурата оказва решаващо влияние върху надеждността. Мощните осветителни светодиоди се нуждаят от външен радиатор за охлаждане, тъй като не могат без специален топлоотвод да разсеят отделяната топлина. Необходимостта от радиатор оскъпява готовото изделие и затруднява конструирането на светодиодни лампи над 15 W, съвместими с типоразмерите на цокъла и габаритите на лампите с общо предназначение.
3. Невъзможност да работят при високи (над +100 °C) температури на околната среда (сауни, готварски фурни, микровълнови печки и др. подобни)
4. Захранващото напрежение на светодиода е значително по-ниско от това на обикновените лампи. За захранване на отделния светодиод от мрежата е необходим преобразувател за постоянен ток, което допълнително увеличава обема на устройството, намалява общата надеждност и изисква допълнителна защита.
5. Последователното включване на няколко светодиода в някои схеми на осветители намалява общата надеждност на устройството, тъй като отказът на един светодиод води до отказ на цялата верига.
6. Спектърът на светодиодната лампа се различава от слънчевия, затова се налага компромис между светлинната мощност и качеството.
7. Евтините лампи, работещи в мрежата 230 V, „мигат“ (пулсации на светлинния поток) с честота 100 Hz, което може отрицателно да повлияе на зрението.
8. Съществуващата в светодиодното осветление синя компонента на спектъра негативно влияе на хранителните вериги на фауната и привлича безгръбначни от околната местност в градовете.[8]
9. Синият спектър може негативно да повлияе върху зрението и да предизвика умора на очите и повреда на ретината[9].

Причината за трептящия характер на излъчената светлина е в захранващия променлив ток. При честота 50 Hz, 100 пъти в секунда захранването е нулево. Токоизправящата верига би трябвало да не допуска спиране на светенето, но практиката е точно обратната. Дори това е основният начин, който се използва за регулиране на възприеманата сила на светене – чрез допълнително удължаване на неактивните периоди. Този недостатък може да бъде избегнат с помощта на качествена електроника за изправяне на захранващото напрежение. Стремежът за постигане на ниска производствена цена обикновено води до спестяване на тези разходи.